# Шеридан, Николлетт
Николле́тт Ше́ридан (англ. Nicollette Sheridan; род. 21 ноября 1963, Уэртинг, Суссекс, Великобритания) — британская актриса, известная по ролями Пэйдж Мэтэсон в сериале «Тихая пристань» (1986—1993), Иди Бритт в сериале «Отчаянные домохозяйки» (2004—2009) и Алексис Кэррингтон в сериале «Династия» (2018—2019).

## Биография
Николлетт родилась в семье британской актрисы Салли Шеридан. Биологический отец актрисы никогда не идентифицировался. Мать старалась привить Николлетт хорошие манеры и дать ей отличное воспитание. С 3 лет актриса занималась верховой ездой и брала уроки греческого. В 1973 году семья иммигрировала в США.
Шеридан дебютировала в 1984 году в сериале «Бумажные куклы». Успех пришёл к ней в 1986 году, во время съемок в сериале «Тихая пристань». В 1991 году, по версии журнала People, была названа одной из «50 самых красивых людей». После окончания сериала в 1993 году снималась в фильмах «Неистребимый шпион» и «Ниндзя из Беверли-Хиллз», а также в нескольких телевизионных проектах.
В 2004 году Шеридан была утверждена на роль Иди Бритт, персонажа второго плана в сериале «Отчаянные домохозяйки». В сериале Николлетт воплотила образ коварной женщины, не чурающейся чужих мужей. В феврале 2009 года Шеридан заявила о прекращении съемок в сериале. Актриса заявила, что причиной ухода стало малое эфирное время, которое уделялось её героине Иди в сериале. Последний эпизод с участием Шеридан вышел в апреле 2009 года, где Иди погибает. После увольнения из шоу Шеридан подала в суд на Марка Черри, а после и на ABC, но оба суда, которые вызвали широкий резонанс в прессе, проиграла.
Шеридан в начале 2010 года снялась в пилоте нового комедийного сериала для CBS, но канал забраковал шоу с Шеридан в мае.
После этого она снялась в телефильме «Медовый месяц на день» для канала Hallmark.
Так как увольнение и последующее судебное разбирательство с Марком Черри и каналом Шеридан проиграла, её карьера быстро пошла на спад. Больше ни одна крупная студия не хотела брать актрису в свой сериал или фильм. В результате она сама начала работать в качестве продюсера, основав компанию Wyke Lane Productions. Её первым проектом стал рождественский телефильм канала Hallmark «Дух Рождества», который задуман как потенциальная франшиза, где Шеридан играет главную роль и одновременно является его продюсером. Также актриса в попытке возродить карьеру сама придумала концепцию пилотного эпизода ситкома, где хочет сыграть главную роль, и планирует продать его одному из телеканалов.
В 2018 году, спустя девять лет после ухода из сериала «Отчаянные домохозяйки», Шеридан вернулась на телевидение с ролью Алексис Колби в сериале The CW «Династия», перезагрузке одноимённой прайм-тайм мыльной оперы 1980-х годов, где роль Алексис играла Джоан Коллинз.

## Личная жизнь
В 1991—1993 годы Николлетт была замужем за актёром Гарри Хэмлином.
В 2015—2018 годы Николетт была замужем за Аароном Файперсом.

## Избранная фильмография
| Год       | Название на русском                     | Название на английском           | Роль                          | Примечания |
| --------- | --------------------------------------- | -------------------------------- | ----------------------------- | --- |
| 1984      | Бумажные куклы                          | Paper Dolls                      | Tайрен Блейк                  | Регулярная роль, 13 эпизодов |
| 1985      | Верняк                                  | The Sure Thing                   | «Верняк»                      | |
| 1986-1993 | Тихая пристань                          | Knots Landing                    | Paige Matheson                | Регулярная роль, 181 эпизод Премия «Дайджеста мыльных опер» за лучшую женскую роль в прайм-тайм (1990) Премия «Дайджеста мыльных опер» лучшей героине в прайм-тайм (1991) |
| 1986      | Загадка мертвеца                        | Dead Man’s Folly                 | Хэтти Стабс                   | Телефильм |
| 1986      |                                         | Dark Mansions                    | Бенда Дрейк                   | Телефильм |
| 1991      | Рай                                     | Paradise                         | Лилли                         | 1 эпизод |
| 1990      | Лаки/Шансы                              | Lucky/Chances                    | Лаки Сантанджело              | Мини-сериал |
| 1992      | Безумные подмостки                      | Noises Off                       | Брук Эштон / Вики             | |
| 1992      | Чья-то дочь                             | Somebody’s Daughter              | Сара                          | Телефильм |
| 1994      | Постель дьявола                         | Shadows of Desire                | Ровена Экланд                 | Телефильм |
| 1995      | Вирус                                   | Virus                            | Марисса Бламентал             | Телефильм |
| 1995      | Серебряная коса                         | Silver Strand                    | Мишель Хьюз                   | Телефильм |
| 1995      | Обвинительный акт: Суд над Макмартинами | Indictment The McMartin Trial    | Грэйс                         | Телефильм |
| 1996      | Неистребимый шпион                      | Spy Hard                         | Вероника Юкрински, Агент 3.14 | |
| 1996      | Люди по соседству                       | The People Next Door             | Анна Морз                     | Телефильм |
| 1997      | Ниндзя из Беверли-Хиллз                 | Beverly Hills Ninja              | Эллисон Пейдж/ Салли Джонс    | |
| 1997      | Убийство в уме                          | Murder in My Mind                | Коллейн Пирсон                | Телефильм |
| 1998      | Мёртвые мужья                           | Dead Husbands                    | Александра Элстон             | Телефильм |
| 1999      | Точка разрыва                           | Raw Nerve                        | Изабелль                      | |
| 2000      | Винтовая лестница                       | Spiral Staircase                 | Хелен Кейпэлл                 | Телефильм |
| 2001      | Легенда о Тарзане                       | The Legend of Tarzan             | Элеанор                       | 26 эпизодов, озвучивание |
| 2002      | Для убийцы.com                          | .com for Murder                  | Мисти Бруммел                 | |
| 2002      | Тарзан и Джейн                          | Tarzan & Jane                    | Элеанор, озвучка              | Direct-to-video |
| 2003      | Смертельная измена                      | Deadly Betrayal                  | Донна                         | Телефильм |
| 2003      | Уилл и Грейс                            | Will & Grace                     | Доктор Даниэлла Морти         | 1 эпизод |
| 2003      | Утраченное сокровище                    | Lost Treasure                    | Керри                         | |
| 2004      | Пес-каратист                            | The Karate Dog                   | Уайт Кэт, озвучка             | Телефильм |
| 2004      | Смертельные видения                     | Deadly Visions                   | Энн Кульвер                   | Телефильм |
| 2004—2009 | Отчаянные домохозяйки                   | Desperate Housewives             | Иди Бритт / Уильямс           | 91 эпизод Премия Гильдии киноактёров США за лучший актёрский состав в комедийном сериале (2005, 2006) Номинация — Премия «Золотой глобус» за лучшую женскую роль второго плана — мини-сериал, телесериал или телефильм (2005) Номинация — Премия Гильдии киноактёров США за лучший актёрский состав в комедийном сериале (2007—2009) |
| 2007      | По прозвищу «Чистильщик»                | Code Name: The Cleaner           | Диана                         | |
| 2008      | Мухнём на Луну                          | Fly Me to the Moon               | Надя                          | Озвучивание |
| 2011      | Ноев ковчег: Новое начало               | Noah’s Ark: The New Beginning    | Зенна                         | озвучка |
| 2010      |                                         | Untitled Charles & Hines Project | Лори Мейс                     | Пилот |
| 2011      | Медовый месяц для одного                | Honeymoon for One                | Ева                           | Телефильм |
| 2012      | Признаки совместимости                  | Jewtopia                         | Бетси О’Коннелл               | |
| 2013      | Дух Рождества                           | The Christmas Spirit             | Шарлотта Харт                 | Телефильм |
| 2014      | Убьём жену Уорда                        | Let’s Kill Ward’s Wife           | Робин Питерс                  | |
| 2016      | Вся твоя                                | All Yours                        | Кэсс                          | Телефильм |
| 2018      | Династия                                | Dynasty                          | Алексис Колби                 | |